# Isaiah Canaan
Isaiah Canaan (ur. 21 maja 1991 w Biloxi) – amerykański koszykarz występujący na pozycjach rozgrywającego lub rzucającego obrońcy, były zawodnik Uniksu Kazań oraz Galatasaray. Aktualny zawodnik Olympiakos BC.
20 lipca 2016 podpisał umowę z klubem Chicago Bulls. Klub zwolnił go 30 czerwca 2017. 14 października 2017 został zwolniony przez zespół Oklahomy City Thunder.
24 października zawarł kontrakt z Houston Rockets. 4 dni później został zwolniony.
13 grudnia 2017 został zawodnikiem Phoenix Suns. 8 lutego 2018 opuścił klub. 3 sierpnia podpisał kolejną umowę z Suns. 28 listopada został zwolniony.
30 stycznia 2019 podpisał 10-dniowy kontrakt z Minnesotą Timberwolves. 11 lutego zawarł kolejną taką samą umowę. Po jej upłynięciu opuścił klub. 25 lutego został zawodnikiem Milwaukee Bucks na okres 10 dni. 3 marca został zwolniony. 22 sierpnia dołączył do chińskiego Shandong Golden Stars.
7 lipca 2021 przedłużył umowę z Uniksem Kazań.
W sezonie 2021/2022 był zawodnikiem Galatasaray, od sezonu 2022 występuje w zespole Olympiakos BC.

## Osiągnięcia
Stan na 9 lipca 2021, na podstawie, o ile nie zaznaczono inaczej.
NCAA
- Uczestnik rozgrywek II rundy turnieju NCAA (2010, 2012)
- Mistrz:
  - turnieju konferencji Ohio Valley (OVC – 2010, 2012)
  - sezonu zasadniczego:
    - konferencji OVC (2010–2012)
    - dywizji konferencji OVC (2013)
- 2-krotny zawodnik roku konferencji OVC (2012, 2013)[17]
- MVP turnieju OVC (2010)
- Great Alaska Shootout Most Outstanding Player (2012)
- Najlepszy pierwszoroczny zawodnik konferencji OVC (2010)
- Zaliczony do:
  - I składu:
    - All-OVC (2011–2013)
    - turnieju:
      - OVC (2010, 2012, 2013)
      - Charleston Classic (2013)

    - najlepszych nowo przybyłych zawodników OVC (2010)

  - II składu All-American (2012)
- Drużyna Murray State Racers zastrzegła należący do niego numer 3 (17.02.2018)[18]

D-League
- Zaliczony do składu NBA D-League Showcase Honorable Mention Team (2015)
- Uczestnik meczu gwiazd D-League (2014)
- Zawodnik tygodnia (9.12.2013, 27.01.2014)